# Ваньшаньська група родовищ ртуті
Ваньша́ньська гру́па родо́вищ рту́ті — велика група родовищ ртуті у Китаї, провінції Гуйчжоу, Хунань, Сичуань, Гуансі-Чжуанський автономний район).

## Загальний опис
Родовища Ваньшаньської групи належать до телетермального генетичного класу, до карбонатного геолого-промислового типу, доломітового підтипу. У групу входить декілька сотень родовищ і рудопроявів; масштаб їх запасів з урахуванням видобутку протягом декількох тисячоліть вельми значний (12-20 млн т руди).
За запасами ртуті Ваньшаньська група порівняна з такими найбільшими світовими ртутоносними об'єктами, як Ідрія в Словенії і група Монте-Аміата в Італії. Крім кіноварі, в рудах зустрічаються сульфіди стибію, арсену, свинцю, цинку і інші. Характерна особливість ртутних родовищ Ваньшаньської групи — асоціація зруденіння з бітумами, які приурочені до зон доломітових брекчій, де їх зміст досягає 3-5 %.

## Історія
Експлуатація окремих родовищ здійснювалася безперервно протягом декількох тисяч років.

## Характеристика
Об'єднує декілька десятків родовищ. Більша частина їх локалізується в потужній (до 3000 м) товщі осадових порід кембрію, що залягають горизонтально.

## Технологія розробки
Родовища відкриті штольнями та похилими стовбурами.